# Mountain West Conference
La Mountain West Conference è un'associazione sportiva universitaria di tutto il panorama sportivo statunitense, fondata nel 1999.
È una delle conference più giovani della NCAA ed è attualmente composta da 12 squadre. Uno dei membri effettivi, Grand Canyon, non ha una squadra di football americano. Hawaii sono membri effettivi solo per il football americano fino alla stagione 2025, dopodiché diventeranno membri effettivi.

Gli atenei sono prevalentemente provenienti dal West degli USA e la sede si trova a Colorado Springs.

## Le squadre
- Air Force Falcons
- Boise State Broncos – in partenza nel 2026 per la Pac-12 Conference
- Colorado State Rams – in partenza nel 2026 per la Pac-12 Conference
- Fresno State Bulldogs – in partenza nel 2026 per la Pac-12 Conference
- Grand Canyon Antelopes (membro a pieno titolo ma non di football americano)
- UNLV Rebels
- Nevada Wolf Pack
- New Mexico Lobos
- San Diego State Aztecs – in partenza nel 2026 per la Pac-12 Conference
- San Jose State Spartans
- Utah State Aggies – in partenza nel 2026 per la Pac-12 Conference
- Wyoming Cowboys e Cowgirls
- Hawaii Rainbow Warriors (solo football americano; diventando membro a pieno titolo nel 2026)
- Colorado College Tigers (solo calcio femminile)
- Washington State Cougars (solo baseball e nuoto femminile – in partenza nel 2026 per la Pac-12 Conference)

## Squadre future
- Northern Illinois Huskies (solo football americano nel 2026)
- UC Davis Aggies (membro a pieno titolo ma non di football americano nel 2026)
- UTEP Miners (aderire nel 2026)

## Cronologia dei membri
In rosso sono presenti membri relativi solamente al football.